# På sista versen
På sista versen – en liten film om döden är en svensk TV-film från 1999 av Killinggänget, regisserad av Tomas Alfredson. Den premiärvisades i SVT 15 april 1999.

## Handling
KG Forsberg är en dokumentärfilmregissör som arbetar för Sveriges Television. En dag när hans närmaste chef Casten ska avskeda honom på grund av SVT:s bristande resurser, lägger KG Forsberg desperat fram en idé om att filma sin döende fars sista tid i livet. Chefen tycker att det låter hemskt men fascinerande och ger honom tillgång till en kameraman och en kamera. Kameramannen Tommy Bolin visar sig vara inkompetent och nästan ingenting går som planerat. KG Forsberg tvingas planera om under arbetets gång och samtidigt hålla skenet uppe för sin arbetsgivare, medan han kämpar med att hinna färdigställa filmen i tid.

## Rollista
- Johan Rheborg – KG Forsberg
- Jonas Inde – Tommy Bolin
- Stina Ekblad – Castens sekreterare
- Robert Gustafsson – Dr Hanke / "Ajajaj-Mannen" / TV-chef
- Per Ragnar – Casten
- Erland Josephson – Eskil Forsberg (KG:s far)
- Henrik Schyffert – SVT-medarbetare
- Michael Nyqvist – Raymond